# Ordinul Premonstratens

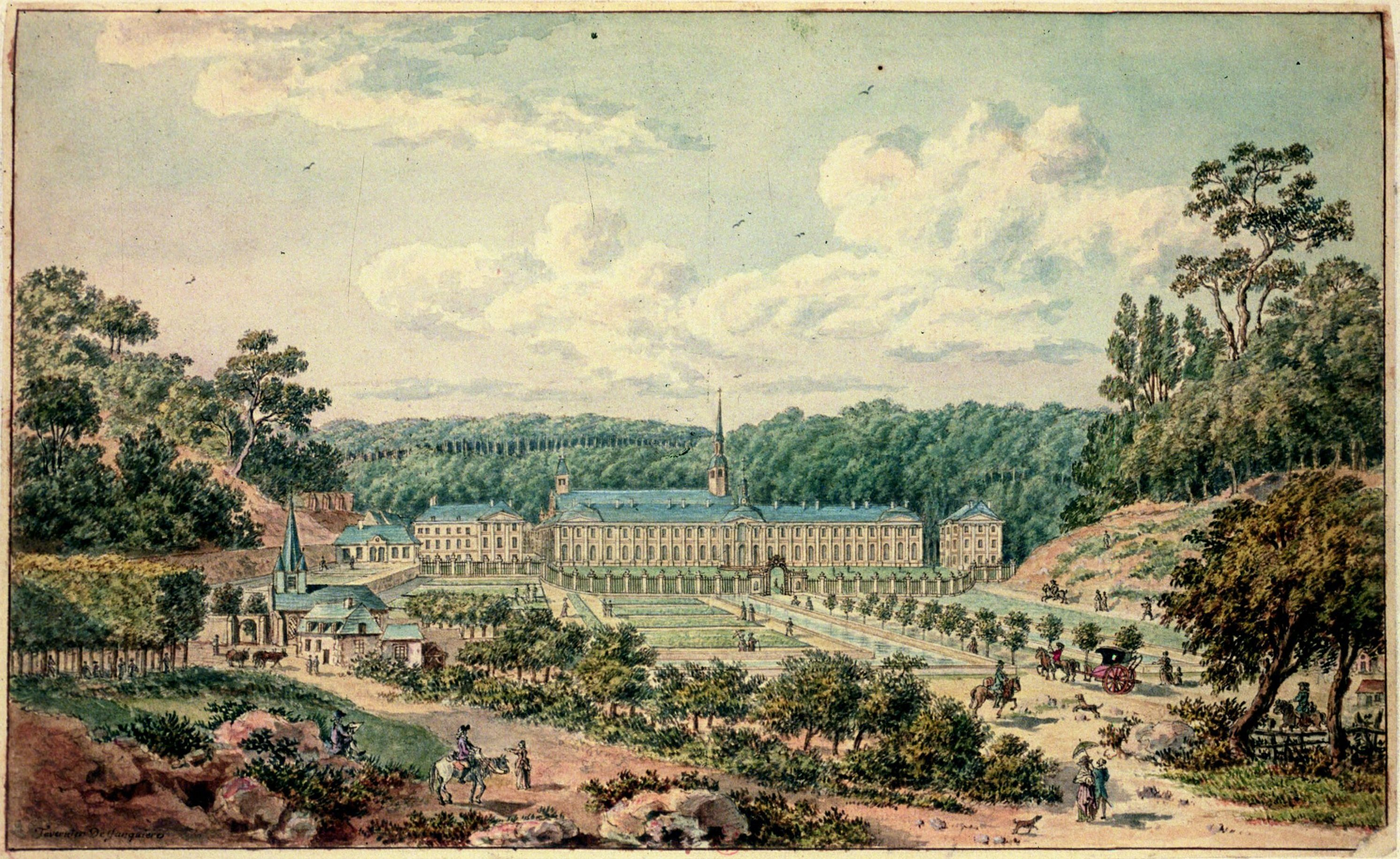
Mănăstirea Prémontré în secolul al XVIII-lea

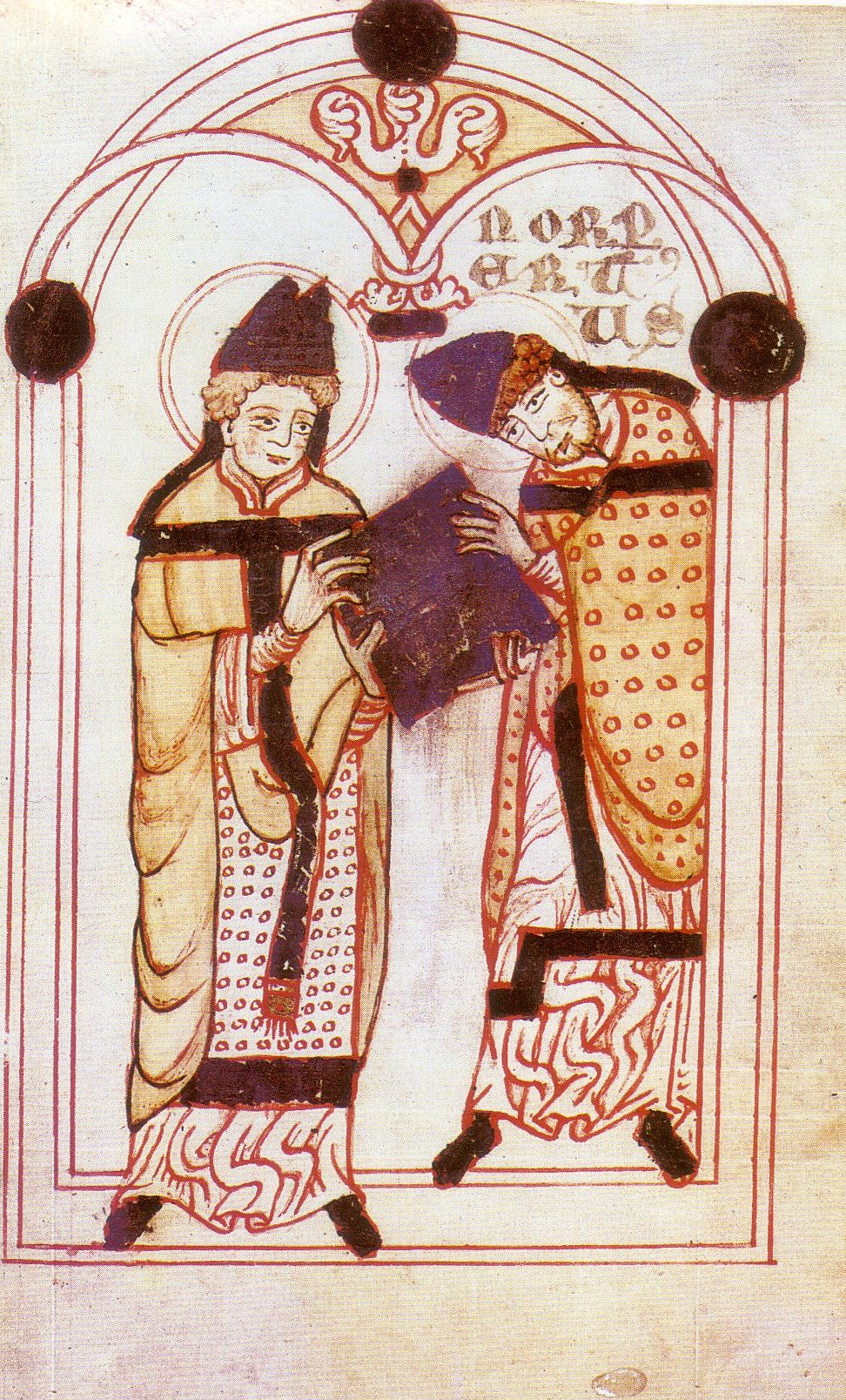
Norbert de Xanten

Ordinul Premonstratens (în latină Candidus et Canonicus Ordo Praemonstratensis) a fost întemeiat în anul 1120 de Norbert de Xanten împreună cu alți 13 însoțitori, în localitatea Prémontré de lângă Laon (Franța). Ordinul cuprinde canonici regulari, ce reprezintă o sinteză a vieții monahale și a celei canonice. Există și o ramură feminină a ordinului.

## În Austria
- Mănăstirea Wilten, sec. al XIII-lea

## În Boemia (Cehia)
- Mănăstirea Strahov, sec. al XII-lea

## În Germania

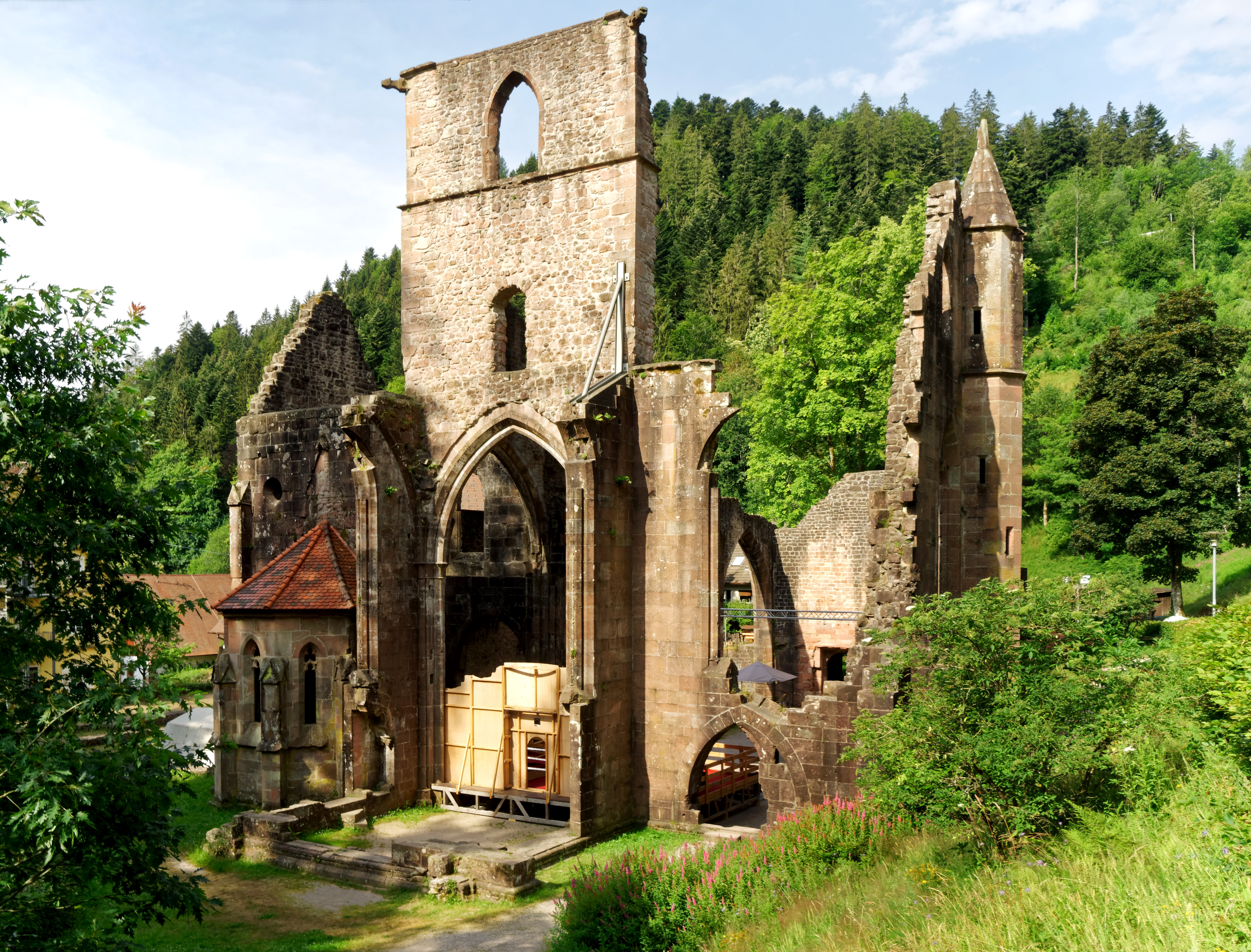
Mănăstirea Allerheiligen, Oppenau

- Biserica romanică din Keferloh
- Mănăstirea Allerheiligen⁠(de)[traduceți], sec. al XII-lea, secularizată în 1802
- Mănăstirea Steinfeld⁠(de)[traduceți], sec. al XII-lea
- Mănăstirea St. Salvator⁠(de)[traduceți], sec. al XIII-lea
- Mănăstirea Ursberg⁠(de)[traduceți], sec. al XIII-lea

## În România
Pe teritoriul actual al României a existat o mănăstire premonstratensă la Sânmartin, Bihor. De această mănăstire au aparținut Băile Felix, denumite după canonicul Felix Helcher, care a amenajat primele băi.
Premonstratenzii au avut la Oradea un liceu, actualul Colegiul Național Mihai Eminescu.
Biserica fostei mănăstiri premonstratense din Abram a devenit în contextul reformei protestante biserică parohială reformată. În prezent se află în stare de paragină, comunitatea reformată construindu-și o biserică nouă în Abram.
Mănăstirea premonstratensă din Brașov, atestată în anul 1234, a fost distrusă probabil la marea invazie tătară din 1241. Mănăstirea premonstratensă din Sibiu a fost vizitată canonic în anii 1234-1235 de abatele Frederic din Hamborn, în prezent parte a orașului Duisburg.  Mănăstirea din Sibiu a fost distrusă de asemenea în 1241.